# Hydrochasma faciale
Hydrochasma faciale (лат.) — вид мух-береговушек рода Hydrochasma из подсемейства Gymnomyzinae (Ephydridae). Встречаются в Западном полушарии: США (Калифорния, Техас), Белиз, Бразилия, Гайана, Доминиканская Республика, Гренада, Куба, Пуэрто-Рико, Ямайка.

## Описание
Мелкие двукрылые насекомые, длина от 1,40 до 2,50 мм; светло-коричневого цвета. Максиллярные щупальцы апикально жёлтые. Глаза овальные, крупные. На лице один ряд латеральных щетинок; фронто-орбитальные сеты на лбу отсутствуют. Усиковые бороздки резко отграничены с вентральной стороны. Щеки широкие. Нотоплеврон груди покрыт микросетами в дополнение к двум крупным щетинкам. Супрааларные пре- и постшовные щетинки, а также акростихальные сеты хорошо развиты. Латеральные части брюшка со светлыми участками (беловато-серыми). Крылья прозрачные, блестящие. Встречаются вдоль берегов пресноводных ручьёв и рек, а также в местах впадения рек в океан.
Вид был впервые описан в 1896 году под названием Discocerina faciale Williston, 1896, в 1968 году перенесён в состав рода Hydrochasma, а в 2013 его валидный статус подтверждён в ходе ревизии, проведённой американским диптерологом Вейном Мэтисом (Wayne N. Mathis; Department of Entomology, Smithsonian Institution, Washington, D.C., США) и польским энтомологом Тадеушем Затварницким (Tadeusz Zatwarnicki, Department of Biosystematics, Opole University, Ополе, Польша). Сходен с видом Hydrochasma williamsae.